# Seconde bataille d'Amgala
Pour les articles homonymes, voir Bataille d'Amgala.
Ne doit pas être confondu avec Première bataille d'Amgala.
Guerre du Sahara occidental
Batailles
La seconde bataille d'Amgala se déroule le 14 février 1976 dans l'oasis d'Amgala au Sahara occidental. Elle oppose les troupes marocaines, qui perdent Amgala, aux forces de l'armée populaire de libération sahraouie, bras armé du Front Polisario. D'après Maurice Barbier, la garnison marocaine laissée dans la ville est anéantie.
C'est la dernière bataille juste avant une guerre sans front et une guerre d'embuscade entre le Maroc et le Front Polisario.

## Contexte
Cette bataille fait suite à la première bataille d'Amgala qui oppose la première fois l'armée marocaine à l'armée algérienne du 27 au 29 janvier 1976.

## Déroulement
Selon Maurice Barbier et Ahmed Baba Miské, les combats se déroule dans la nuit du 14 au 15 février 1976, de fortes unités auraient attaqué les quelques troupes marocaines laissées dans la ville après sa reprise. Des renforts marocains partent de Smara mais seraient arrivés trop tard.
L'écrivain Ahmed Baba Miské explique dans son livre qu'après quelques heures de combat, le bataillon des forces armées marocaines chargé de défendre la ville est anéanti.

## Controverse sur la présence de troupes algériennes
Selon l'écrivain marocain Abdelhak El Merini et les déclarations du roi Hassan II, les troupes algériennes participent directement à la seconde bataille d'Amgala. Mais à l'époque, « P.M.D. », journaliste au Monde, juge « plausible » la version algérienne d'une attaque menée seulement par le Polisario. Selon le politologue français Maurice Barbier, l'opération est menée par le Polisario seul sans participation de soldats algériens.
Les deux batailles d'Amgala font craindre un affrontement entre le Maroc et l'Algérie, perspective qui s'estompe progressivement en avril 1976.